# 信号 (游戏)
《信号》是由rose-engine开发，Humble Games和Playism发行的生存恐怖游戏。该游戏在2022年10月27日面向Windows、任天堂Switch、PlayStation 4、Xbox One发布。

## 游戏玩法
核心游戏玩法由自上而下的等轴测投影（2.5D）画面，以及双摇杆射击元素组成，偶尔还会有解谜元素，从控制开关，到使用主角灵鹊的电报植入物，从不同的频率中搜索到关键信息。
资源管理被游戏作为玩法和叙事的机制，以增强难度和主题元素。灵鹊身上只能携带六件物品，包括武器、弹药、恢复道具以及用于解谜和开门的任务物品。游戏里有类似于《生化危机》的安全屋，可以让玩家保存进度并存储暂时无用的物品，以让背包空出装下任务物品的格子。